# Xã Logan, Quận Logan, Arkansas
Xã Logan (tiếng Anh: Logan Township) là một xã thuộc quận Logan, tiểu bang Arkansas, Hoa Kỳ. Năm 2010, dân số của xã này là 434 người.